# Andreas Nicolai Carl Price
Andreas Nicolai Carl Price eller Andreas Price (6. juni 1839 i København - 22. april 1909) var en dansk balletdanser og skuespiller af slægten Price.
Price vendte sig fra balletten til skuespillet, hvor han efter at have gjort sig bemærket i nogle småroller som Benjamin i Thyre Boløxe og Herremanden (14. marts 1857) havde sin egentlige debut 10. april 1859 som Hans Mortensen i Aprilsnarrene. Med undtagelse af tre sæsoner virkede Price indtil udgangen af 1896-1897 ved Det Kongelige Teater, hvor han efterhånden fik et ikke ringe repertoire, uden dog at blive mere end en brugbarhed; senere har han spillet i provinserne. I april 1902 arrangerede han på Folketeatret en mindeforestilling i anledning af pantomimens 100-års dag,
Andreas Nicolai Carl Price var gift med Helga Collin ((1841-1918), barnebarn af Jonas Collin)). Hun blev optaget på Det Kongelige Teaters Balletskole i 1885, hvor hun først modtog undervisning af sin fars fætter, Waldemar Price, og senere af Hans Beck.
Andreas Nicolai Carl Price og Helga Collin er forældre til solodanseren og skuespilleren Ellen Price.